# Ritmo
Ritmo ("movimento regular" grego: "ῥυθμός"; romaniz.:"rhythmós") é algo que flui ou se move com uma movimentação regular durante alguma atividade; É também uma sequência harmônica de um fenômeno. O ritmo está inserido em tudo na nossa existência.
Segundo alguns autores, o conceito de ritmo pode variar, para Pierre Berge: "o ritmo é uma lei universal a que tudo submete".
Chama-se prosódia, o estudo do ritmo, da entoação e da intensidade do discurso. Existe também a prosódia musical, pois a música também é um tipo de linguagem. Em poesia, o estudo do ritmo pode ser visto na métrica, mas não se restringe a ela.
A rítmica é uma ciência do ritmo, que irá desenvolver as funções motoras e os movimentos corporais no tempo e no espaço.
Em todas as línguas a fala possui um ritmo, este se encaixa em um dos três tipos: ritmo silábico (sílabas têm a mesma duração); ritmo acentual (sílabas têm durações diferentes, mas o intervalo de tempo entre as tônicas é regular); ritmo moraico (a duração das moras é igual).

## Na vida humana
A vida do homem é cercada de acontecimentos rítmicos o tempo todo. Começando na gestação, com o bater do coração, depois com outras frequências biológicas, como as do respirar, piscar os olhos, caminhar, os acontecimentos repetidos de sono e vigília.
As frequências biológicas do próprio corpo foram fundamentais para as noções de tempo e a criação do relógio, bem como no desenvolvimento de artes relacionadas ao tempo, como a música, a poesia, a dança.

## A Rítmica e seus efeitos
A rítmica é uma ciência do ritmo que objetiva desenvolver e harmonizar as funções motoras e regrar os movimentos corporais no tempo e no espaço, aprimorando o ritmo.

### Importância do ritmo na vida
Baseando-se nestes conceitos, fica clara a importância que o ritmo tem na nossa vida, tanto através de influências externas quanto internas. O desenvolvimento e aperfeiçoamento do mesmo torna-se muito importante, pois o ser humano é dependente do ritmo para todas as atividades que for realizar, como na vida diária, profissional, desportiva e de lazer.
Na educação infantil (alfabetização), é uma habilidade importante, pois dá à criança a noção de duração e sucessão, no que diz respeito à percepção dos sons no tempo. A falta de habilidade rítmica pode causar uma leitura lenta, silabada, com pontuação e entonação inadequadas.
O ritmo é de grande importância para os professores de Educação Física, pois ele se reflete diretamente na formação básica e técnica, na criatividade e na educação de movimento.
O ritmo pode ser individual (ritmo próprio), grupal (caracterizado muito bem pela dança, o nado sincronizado e por uma série de atividades por equipe), mecânico (uniforme, que não varia), disciplinado (condicionamento de um ritmo predeterminado), natural (ritmo biológico), espontâneo (realizado livremente) e refletido (reflexão sobre a temática realizada), todas estas variações de ritmo podem ser trabalhadas na escola com diferentes atividades.
O ritmo é fundamental para a música, uma arte que ocorre no tempo. O ritmo está na constância (ou inconstância) dos acontecimentos musicais (isto é, das notas musicais ou batidas percussivas).

### Objetivo
- Desenvolver a capacidade física dos educandos assim como a saúde e a qualidade de vida.
- Propiciar a descoberta do próprio corpo e de suas possibilidades de movimento.
- Desenvolver o ritmo natural.
- Possibilitar o desenvolvimento da criatividade para descoberta do estilo pessoal.
- Despertar sentido de cooperação, solidariedade, comunicação, liderança e entrosamento através de trabalho em grupo.

### Funções
- Estimular a atividade.
- Determinar qualidade, melhor domínio e a liberdade de movimento propiciando a sua realização com naturalidade.
- Permitir a vivência total do movimento.
- Incentivar a economia de trabalho retardando a fadiga e aumentando resultados.
- Reforçar a memória.
- Facilitar a expressão total.
- Criar hábitos de disciplina e atitudes.
- Aperfeiçoar a coordenação.

## Em linguística

### Na prosa
Em todas as línguas a fala possui um ritmo, que se encaixa em um de três tipos:
- No ritmo silábico, caso do francês e do espanhol, as sílabas têm todas a mesma duração.
- No ritmo acentual, as sílabas têm durações diferentes, mas o intervalo de tempo entre as sílabas tônicas é regular. É o caso da língua inglesa; a unidade mínima é o pé, constituído por uma ou mais sílabas. Neste caso são os pés que se pronunciam numa duração mais ou menos regular, o que significa que, por exemplo, num pé de quatro sílabas cada uma delas deva ser mais breve do que a sílaba, obviamente mais longa, de um pé monossilábico. O ritmo da fala inglesa apresenta-se assim num movimento de velocidades diferentes, percorrendo períodos semelhantes de tempo, mas cria-se também na tensão entre os acentos de intensidade - equivalentes ao ictus da prosódia clássica - que surgem, de uma maneira sistemática, na primeira sílaba de cada pé. Segundo M. A. K. Halliday, o pé descendente constitui um elemento da estrutura fonológica inglesa. Este acento pode também ser silencioso, mantendo-se o ritmo, de um modo sub-vocálico, tanto na consciência do falante como na do ouvinte: o chamado "silêncio rítmico".
- Há ainda o ritmo mórico ou moraico, no qual a duração das moras é igual, sendo que uma sílaba pode ter várias moras (unidade de som usada em fonologia, determina o peso silábico, que determina o acento tônico e a tipologia rítmica).

A classificação do português nesse sistema é controversa. O português europeu tem ritmo mais acentual que o brasileiro; este último tem características mistas e varia de acordo com a velocidade de fala, o sexo e o dialeto. Na fala rápida, o português brasileiro tem ritmo mais acentual, e na lenta, mais silábico. Os dialetos gaúcho e baiano têm ritmo mais silábico que os outros, enquanto os dialetos do Sudeste, como o mineiro, têm ritmo mais acentual. Homens falam mais rápido e com ritmo mais acentual que as mulheres.
- A clave é um ritmo subjacente comum na música africana, cubana e brasileira.
- Na música, todos os instrumentistas lidam com o ritmo, mas é frequentemente encarado como o domínio principal dos bateristas e percussionistas.